# 얼수이향

얼수이 향의 위치

얼수이향(한국어: 이수향, 중국어: 二水鄉, 병음: Èrshuǐ Xiāng)은 중화민국 장화 현의 향이다. 넓이는 29.4449km2이고, 인구는 2015년 8월 기준으로 15,660명이다.

## 교통
- 타이완 철로관리국 종관선
- 타이완 철로관리국 지지 선